# 巽他星期三
巽他星期三是在印度尼西亞西爪哇省萬隆推廣的一個主題日活動。每個星期三，萬隆的人們在交流時都會說巽他語，也會穿巽他族的衣服。萬隆政府策劃了這個活動，旨在保護巽他文化作為他們的地方文化。現在這個活動不僅在萬隆舉行，在加魯特和茂物也會舉行。